# Frézie
Frézie (Freesia) je trvalá hlíznatá rostlina pocházející z jižní Afriky. Patří mezi vonící květiny vhodné k řezu.

## Popis
Barevné spektrum květin zahrnuje tóny od bílé přes žlutou, oranžovou, červenou až po fialovou. Mezi plnokvětými fréziemi se objevují barvy žluté, bílé, červené, růžové a nachové. Listy jsou zelené, ploché a špičaté.

## Použití
Frézie je vhodná k řezu i do květináčů. Velmi často jsou frézie používanými květinami ve svatebních kyticích. Aby frézie dlouho vydržely, je třeba jim odříznout 3 cm stonku a ponechat je chvíli zabalené ve váze. Frézie se dají kombinovat např. s tulipány (lat. Tulipa)

## Pěstování
Frézie vyžadují světlé stanoviště. V létě je vhodné za slunného počasí rostliny přistínit. Pěstují se ve sklenících, ale je možné vysadit je na záhony nebo je pěstovat v bytě. V době vegetačního klidu vyžadují chlad. Hlízy se sázejí tak, aby nad nimi byly asi 3 cm zeminy. Dorůstají až do výšky 50 cm. Výsadba frézií se provádí na jaře. Hlízy je nutné na podzim ze země vyrýt. Je potřebná pravidelná zálivka, nejlépe odstátou dešťovou vodou, přímo ke kořínkům. Silnější zálivka je vhodná v době růstu. Frézie nesnášejí přemokření, mají rády vyšší vzdušnou vlhkost – přibližně kolem 70 %.

### Hrnkové pěstování
Frézie do květináče se vysazují v lednu nebo únoru, aby časně vykvetly. Je vhodné frézie umístit do zimní zahrady nebo skleníku, jakmile nasadí poupata, pak je teprve přenést domů, do teplého bytu.

### Skladování hlíz
Pro kvetení frézií je vhodné v době skladování udržovat teplotu okolo 25 °C, alespoň 3 měsíce.

### Hnojení
Frézie se přihnojují jedenkrát za 2 týdny tekutými hnojivy. Vhodné je hnojivo na pokojové rostliny.

## Rozmnožování
Frézie se dělí množením hlíz, nebo oddenky. Hlízy se vysazují na předem upravené místo s nižším obsahem solí v půdě, na niž jsou frézie citlivé.

## Fotografie

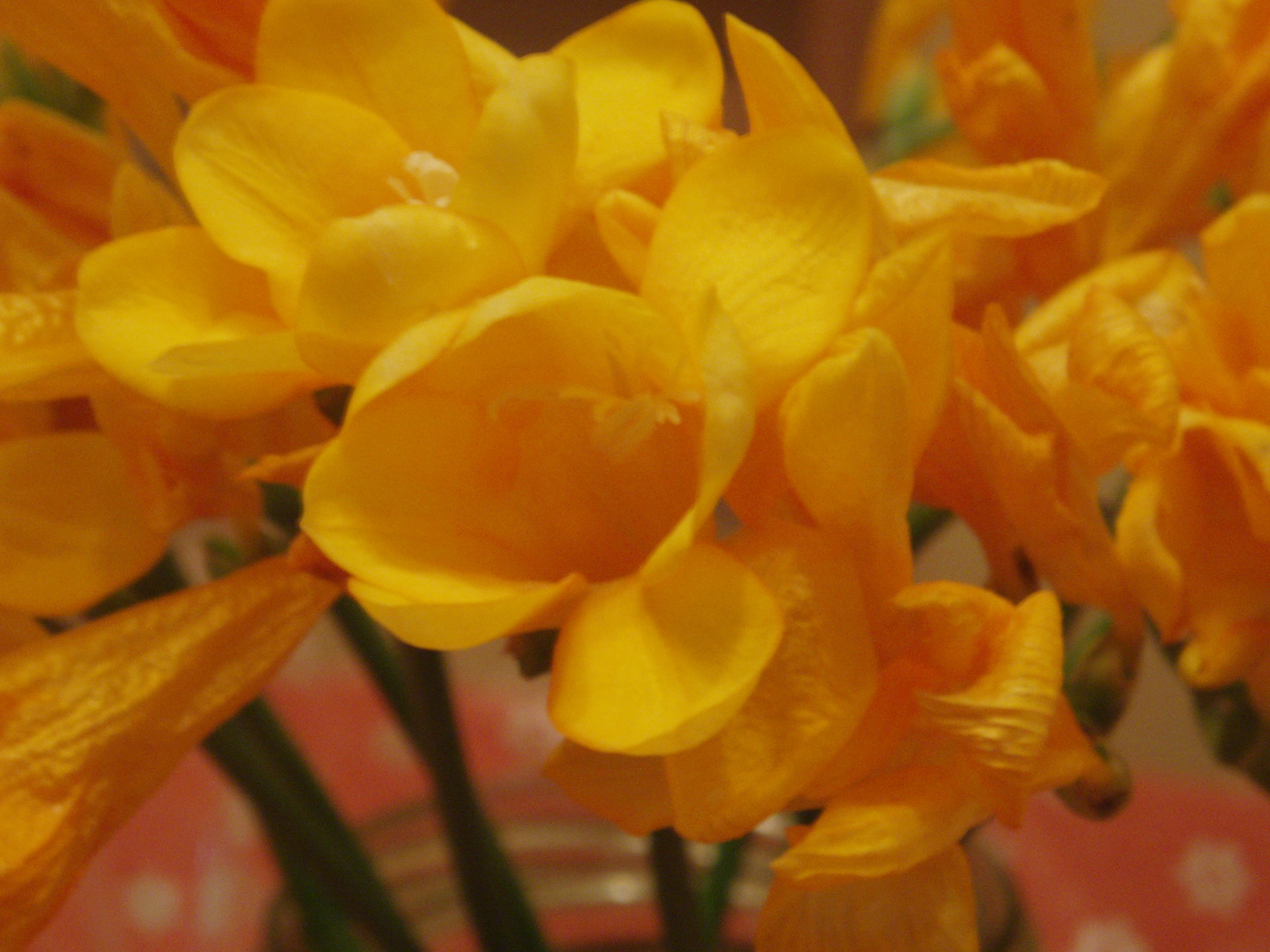
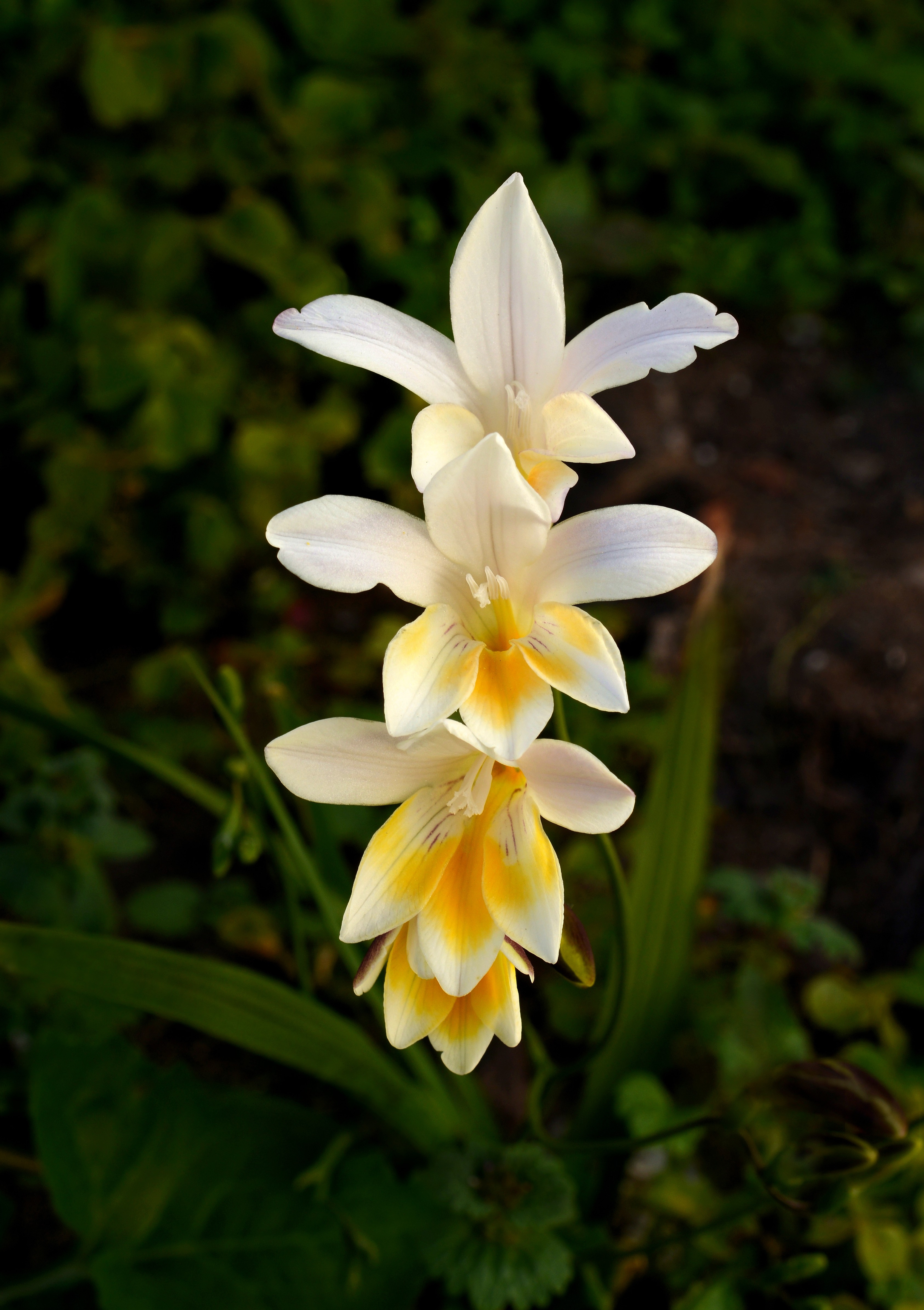
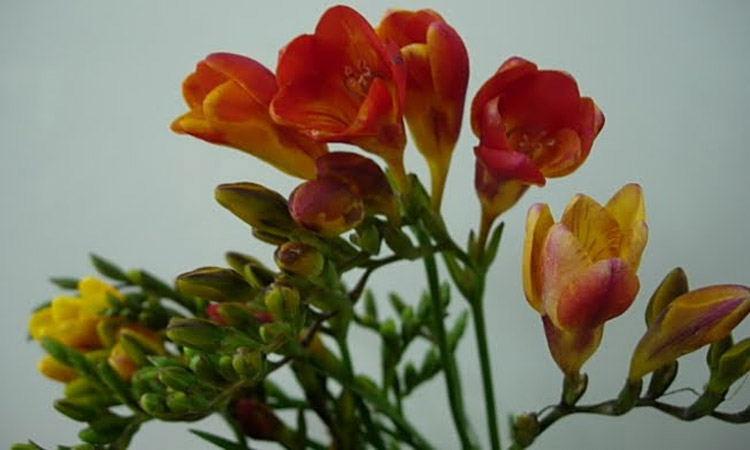